# 智片健二
智片 健二（ちかた けんじ）は、日本テレビ放送網日テレラボ室専任局次長。報道局で報道番組のチーフプロデューサーやワシントン支局長、報道番組部長を担当した後、2008年7月1日付で総務管理局総合広報部長へ異動。CSR事務局長を兼任したあと、2013年6月1日付で海外ビジネス推進室次長（「日本テレビホールディングス」から新設された「日本テレビ放送網」へ帰属）、同年8月から2015年5月31日まで日本テレビアメリカに出向。2016年6月1日付現職。

## 過去の担当番組
- 新ニッポン探検隊
- NNNドキュメント（日テレ制作時のみ）
- 報道特捜プロジェクト（月一回）
- ニュースの女王決定戦
- 衝撃スクープ裏のウラ 全部ホンモノ最強版